# 秋山ロケの地図
『秋山ロケの地図』（あきやまロケのちず）は、テレビ東京系列で2023年10月3日から2024年9月24日まで23:06 - 23:55（JST）で放送されていた旅番組・バラエティ番組。秋山竜次（ロバート）の冠番組。通称「アロチ」。
2023年5月9日・5月16日・8月26日の3回、パイロット版の特別番組が放送された。

## 概要
事前にロケ地に設置した白地図に地元住民がお勧めスポットを書き込み、秋山がそれを本にロケを行う旅番組。ロケ地は伊能忠敬に関連した地域であることが多い。2024年9月24日でレギュラー放送を終了、同年10月からは不定期でゴールデンタイムでの放送となった。

## 出演者
- 地図（たび）人
  - 秋山竜次（ロバート）

ナレーションは、ロケ地在住の一般人が務める。また、伊能忠敬に掛けて名前に「いのう」が入ったゲストが出演することもある。

## 放送リスト

### 特別番組
| 弾  | 回 | 放送日         | 放送時間      | 訪れた場所             | ゲスト                                  | 出典・備考     |
| --- | -- | -------------- | ------------- | ---------------------- | --------------------------------------- | -------------- |
| 1   | 1  | 2023年5月9日   | 0:30 - 1:00   | 千葉県山武郡九十九里町 | （なし）                                | [ 2 ]          |
| 1   | 2  | 2023年5月16日  | 0:30 - 1:00   | 千葉県山武郡九十九里町 | （なし）                                | [ 3 ]          |
| 2   | 3  | 2023年8月26日  | 12:55 - 14:23 | 千葉県香取市佐原       | 市川紗椰 森崎ウィン                     | [ 4 ]          |
| SP1 | 4  | 2024年3月2日   | 18:30 - 19:45 | 茨城県水戸市           | 西田ひかる 徳永ゆうき MEGUMI 舞の海秀平 | [ 5 ] [ 注 1 ] |
| SP2 | 5  | 2024年6月15日  | 18:30 - 19:54 | 神奈川県茅ヶ崎市       | 大黒摩季 小倉優子                       | [ 6 ] [ 注 2 ] |
| SP3 | 6  | 2024年10月26日 | 18:30 - 19:54 | 群馬県高崎市           | 山崎育三郎                              | [ 注 3 ]       |
| SP4 | 7  | 2025年1月25日  | 18:30 - 19:54 | 栃木県佐野市           | 阿佐ヶ谷姉妹                            | [ 注 3 ]       |
| SP5 | 8  | 2025年5月3日   | 13:30 - 14:15 | 群馬県前橋市           | なかやまきんに君                        |                |
| SP5 | 9  | 2025年5月9日   | 19:25 - 19:55 | 群馬県前橋市           | なかやまきんに君                        |                |
| SP5 | 10 | 2025年5月16日  | 19:25 - 19:55 | 群馬県前橋市           | なかやまきんに君                        |                |
| SP6 | 9  | 2025年8月11日  | 13:55 - 15:10 | 山梨県富士吉田市       | 深田竜生（ACEes） 佐藤龍我（ACEes）     |                |

### レギュラー放送
※火曜日 23:06 - 23:55
| 弾    | 回 | 放送日         | 訪れた場所             | サブタイトル                                    | ゲスト                                       | 出典・備考      |
| ----- | -- | -------------- | ---------------------- | ----------------------------------------------- | -------------------------------------------- | --------------- |
| 3     | 1  | 2023年 10月3日 | 千葉県山武郡横芝光町   | ロバート秋山 テレ東初の冠レギュラー番組スタート | （なし）                                     | [ 7 ]           |
| 3     | 2  | 10月10日       | 千葉県山武郡横芝光町   | みなさん千葉県・横芝光町の後編ですよ            | （なし）                                     | [ 8 ]           |
| 4     | 3  | 10月17日       | 埼玉県蕨市             | 秋山あ然…日本一若い老害・舞の海 爆誕の回        | 井上和香 舞の海秀平                          | [ 9 ]           |
| 4     | 4  | 10月24日       | 埼玉県蕨市             | 芸能界一ヤバい男・舞の海がスパークの回          | 井上和香 舞の海秀平                          | [ 10 ]          |
| 5     | 5  | 10月31日       | 東京都日野市           | 山崎育三郎が秋山と歌いまくる!プリンスの回       | 山崎育三郎                                   | [ 11 ]          |
| 5     | 6  | 11月7日        | 東京都日野市           | 山崎育三郎が天性のスター性が大爆発の回          | 山崎育三郎                                   | [ 12 ]          |
| 6     | 7  | 11月14日       | 神奈川県三浦市三崎     | 堀田茜と名曲いきなりポニーの回                  | 堀田茜                                       | [ 13 ]          |
| 6     | 8  | 11月21日       | 神奈川県三浦市三崎     | 40万円ソファーと梅宮辰夫と別れの回              | 堀田茜                                       | [ 14 ]          |
| 7     | 9  | 11月28日       | 東京都狛江市           | 天性のアイドル!鈴木愛理が踊り&歌いまくる回      | 鈴木愛理                                     | [ 15 ]          |
| 7     | 10 | 12月5日        | 東京都狛江市           | 鈴木愛理のノリが止まらない!古墳の回             | 鈴木愛理                                     | [ 16 ]          |
| 8     | 11 | 12月12日       | 千葉県銚子市           | ついに!本物のイノウゲストが登場?元投手          | 井納翔一 井上咲楽                            | [ 17 ]          |
| 8     | 12 | 12月19日       | 千葉県銚子市           | 元ジャイアンツ・トーン井納の棒読み覚醒          | 井納翔一 井上咲楽                            | [ 18 ]          |
| 9     | 13 | 12月26日       | 茨城県取手市           | 史上最多の書き込み!アツくてシュールな取手の回   | （なし）                                     | [ 19 ]          |
| 9     | 14 | 2024年 1月9日  | 茨城県取手市           | ヤバい取手市民連発!なんでこんなにいるの?        | （なし）                                     | [ 20 ]          |
| 10    | 15 | 1月16日        | 埼玉県東松山市         | ロバート秋山ひとり旅!市民の個性が大爆発         | （なし）                                     | [ 21 ]          |
| 10    | 16 | 1月23日        | 埼玉県東松山市         | テレビ大好き東松山キッズが大集合の回            | （なし）                                     | [ 22 ]          |
| 11    | 17 | 1月30日        | 神奈川県横浜市鶴見区   | ロバート秋山VSモー娘。牧野VS大江裕              | 大江裕 牧野真莉愛（モーニング娘。’24）       | [ 23 ]          |
| 11    | 18 | 2月6日         | 神奈川県横浜市鶴見区   | ロバート秋山 モー娘。牧野が大爆笑SP             | 大江裕 牧野真莉愛（モーニング娘。’24）       | [ 24 ] [ 注 4 ] |
| 12    | 19 | 2月13日        | 埼玉県熊谷市           | ロバート秋山 峯岸みなみ ラッパーDOTAMA          | 峯岸みなみ DOTAMA                            | [ 25 ]          |
| 12    | 20 | 2月20日        | 埼玉県熊谷市           | ロバート秋山&峯岸&DOTAMAが全員後退              | 峯岸みなみ DOTAMA                            | [ 26 ]          |
| 13    | 21 | 2月27日        | 東京都小平市           | ロバート秋山 ジローラモ 岡田紗佳                | パンツェッタ・ジローラモ 岡田紗佳            | [ 27 ]          |
| 13    | 22 | 3月5日         | 東京都小平市           | 吉本新喜劇が生んだ奇跡!ロバート秋山も感動       | パンツェッタ・ジローラモ 岡田紗佳            | [ 28 ]          |
| 番外1 | 23 | 3月12日        | 茨城県水戸市           | とれ高がヤバの海すぎた!!未公開シーンSP          | （3月2日に放送したゲスト出演者）             | [ 29 ] [ 注 5 ] |
| 14    | 24 | 3月19日        | 千葉県野田市           | ロバート秋山 森崎ウィン                         | 鈴木奈々 森崎ウィン                          | [ 30 ]          |
| 14    | 25 | 3月26日        | 千葉県野田市           | ロバート秋山と伝説キャラが衝撃の再会            | 鈴木奈々 森崎ウィン                          | [ 31 ] [ 注 5 ] |
| 15    | 26 | 4月2日         | 神奈川県横浜市青葉区   | 何でも踊る! 創作ダンス王子爆誕の回              | 市川紗椰 小川史記（BUDDiiS）                 | [ 32 ]          |
| 15    | 27 | 4月9日         | 神奈川県横浜市青葉区   | たまプラのキャラ強兄弟が登場の回                | 市川紗椰 小川史記（BUDDiiS）                 | [ 33 ]          |
| 16    | 28 | 4月16日        | 埼玉県春日部市         | ロバート秋山&キャンベルと井上玲音で巡る!        | ロバート・キャンベル 井上玲音（Juice=Juice） | [ 34 ]          |
| 16    | 29 | 4月23日        | 埼玉県春日部市         | ロバート キャンベルが豆腐大暴走の回             | ロバート・キャンベル 井上玲音（Juice=Juice） | [ 35 ]          |
| 17    | 30 | 4月30日        | 千葉県木更津市         | キンプリ髙橋海人初参戦!                         | 髙橋海人（King & Prince）                    | [ 36 ]          |
| 17    | 31 | 5月7日         | 千葉県木更津市         | キンプリ髙橋海人&ロバート秋山2人旅              | 髙橋海人（King & Prince）                    | [ 37 ]          |
| 18    | 32 | 5月14日        | 東京都西東京市         | バキバキなフリーマンSP                          | 宇垣美里 上重聡                              | [ 38 ]          |
| 18    | 33 | 5月21日        | 東京都西東京市         | 本格・大分郷土料理を味わえる一般家庭!?の回      | 宇垣美里 上重聡                              | [ 39 ]          |
| 19    | 34 | 5月28日        | 神奈川県横浜市磯子区   | 演歌歌手・三山ひろしがけん玉で大暴れの回        | 三山ひろし 髙木菜那                          | [ 40 ]          |
| 19    | 35 | 6月4日         | 神奈川県横浜市磯子区   | 紅白常連歌手・三山ひろしがまさかの熱唱          | 三山ひろし 髙木菜那                          | [ 41 ]          |
| 20    | 36 | 6月11日        | 埼玉県深谷市           | 渋沢栄一で盛り上がるネギの町で地図の旅          | 磯山さやか 柏木悠（超特急）                  | [ 42 ]          |
| 20    | 37 | 6月18日        | 埼玉県深谷市           | 口笛を巡る衝撃ラスト!                           | 磯山さやか 柏木悠（超特急）                  | [ 43 ]          |
| 21    | 38 | 6月25日        | 千葉県柏市             | もーりーとMAXのNANA                             | 森英寿（BUDDiiS） NANA（MAX）                | [ 44 ]          |
| 21    | 39 | 7月2日         | 千葉県柏市             | モーリー&MAXのNANA                              | 森英寿（BUDDiiS） NANA（MAX）                | [ 45 ]          |
| 22    | 40 | 7月9日         | 東京都立川市           | 高橋みなみ&アルピニスト野口健と地図の旅         | 野口健 高橋みなみ                            | [ 46 ]          |
| 22    | 41 | 7月16日        | 東京都立川市           | アルピニスト野口健&高橋みなみ                   | 野口健 高橋みなみ                            | [ 47 ]          |
| 23    | 42 | 7月23日        | 埼玉県さいたま市大宮区 | 大江裕&鈴木奈々! 最強の騒々コンビが降臨         | 鈴木奈々 大江裕                              | [ 48 ]          |
| 番外2 | 43 | 7月30日        | 神奈川県茅ヶ崎市       | 何でこれが?もったいない! 未公開SP               | （6月15日に放送したゲスト出演者）            | [ 49 ]          |
| 番外3 | 44 | 8月6日         | （過去に訪れたロケ地） | 地図で夢が叶っちゃいましたSP                    | （過去に放送したゲスト出演者）               | [ 50 ]          |
| 23    | 45 | 8月13日        | 埼玉県さいたま市大宮区 | さいたま市・大宮 後編                           | 鈴木奈々 大江裕                              | [ 51 ]          |
| 24    | 46 | 8月20日        | 神奈川県海老名市       | 若槻千夏と神奈川県・海老名市で地図ぶらり2人旅   | 若槻千夏                                     | [ 52 ]          |
| 24    | 47 | 8月27日        | 神奈川県海老名市       | 若槻千夏と2人旅! 神奈川県・海老名市 完結編      | 若槻千夏                                     | [ 53 ]          |
| 25    | 48 | 9月3日         | 東京都東村山市         | ロバート秋山&山内惠介&鈴木亜美の旅              | 山内惠介 鈴木亜美                            | [ 54 ]          |
| 25    | 49 | 9月10日        | 東京都東村山市         | 志村けんさんゆかりの町・東村山 完結編           | 山内惠介 鈴木亜美                            | [ 55 ]          |
| 26    | 50 | 9月17日        | 茨城県牛久市           | 原点回帰!秋山ひとり旅                           | （なし）                                     | [ 56 ] [ 注 5 ] |
| 26    | 51 | 9月24日        | 茨城県牛久市           | 茨城・牛久市 完結編                             | （なし）                                     | [ 57 ] [ 注 5 ] |

## スタッフ

### 現在のスタッフ
- 構成 - 尾林怜、安部裕之
- カメラ - 横尾暁祥、小川正明
- 音声 - 小笹直樹
- 美術進行 - 飯田裕貴
- ビジュアル・クリエイト - 村田清和
- MA - 阿世知貴彦
- 音響効果 - 松田創
- ロゴデザイン - アニメトロニカ
- CG - アイヴリックスタジオ
- 技術協力 - 港家、ジーリンクスタジオ
- デスク - 鈴木あゆみ
- 宣伝 - 真船佳奈、佐々木希
- Special Thanks - 地図に書き込んでくれた全ての皆さん
- AD - 原眞美、村上良輔、渡邊桃華
- ディレクター - 板川侑右、片岡大地
- ブッキングプロデューサー - 早坂香里
- プロデューサー - 内山慶祐
- 演出 - 石井辰之介
- 総合演出・プロデューサー - 株木亘
- 制作協力 - エレファント社
- 制作著作 - テレビ東京

## エンディングテーマ
| 2023年 | 2023年                      | 2023年             |
| 月     | 曲名                        | 歌手名・ユニット名 |
| ------ | --------------------------- | ------------------ |
| 10月   | AM2:00                      | アイビーカラー     |
| 11月   | ファインダー（starring 珀） | 今夜、あの街から   |
| 12月   | 嵐の夜に                    | OCEANS             |
| 2024年 |                             |                    |
| 月     | 曲名                        | 歌手名・ユニット名 |
| 1月    | Sing With You               | Absolute area      |
| 2月    | 生きていけ                  | プッシュプルポット |
| 3月    | おつかれさま                | SAKANAMON          |
| 4月    | blue max                    | FullMooN           |
| 5月    | エスケープコール            | SPRINGMAN          |
| 6月    | 瘋癲世界ノ少年少女          | climbgrow          |
| 7月    | エンドレス・リピート        | w.o.d.             |
| 8月    | Reality                     | FullMooN           |
| 9月    | ちはやぶる                  | OCHA NORMA         |

## ネット局
| 放送対象地域   | 放送局                | 系列           | 放送開始      | 放送時間                     | ネット状況 |
| -------------- | --------------------- | -------------- | ------------- | ---------------------------- | ---------- |
| 関東広域圏     | テレビ東京（TX）      | テレビ東京系列 | 2023年10月3日 | 火曜 23:06 - 23:55           | 制作局     |
| 北海道         | テレビ北海道（TVh）   | テレビ東京系列 | 2023年10月3日 | 火曜 23:06 - 23:55           | 同時ネット |
| 愛知県         | テレビ愛知（TVA）     | テレビ東京系列 | 2023年10月3日 | 火曜 23:06 - 23:55           | 同時ネット |
| 大阪府         | テレビ大阪（TVO）     | テレビ東京系列 | 2023年10月3日 | 火曜 23:06 - 23:55           | 同時ネット |
| 岡山県・香川県 | テレビせとうち（TSC） | テレビ東京系列 | 2023年10月3日 | 火曜 23:06 - 23:55           | 同時ネット |
| 福岡県         | TVQ九州放送（TVQ）    | テレビ東京系列 | 2023年10月3日 | 火曜 23:06 - 23:55           | 同時ネット |
| 滋賀県         | びわ湖放送（BBC）     | 独立局         | 2023年10月3日 | 火曜 23:06 - 23:55           | 同時ネット |
| 和歌山県       | テレビ和歌山（WTV）   | 独立局         | 2023年10月3日 | 火曜 23:06 - 23:55           | 同時ネット |
| 静岡県         | 静岡放送（SBS）       | TBS系列        | 2024年1月10日 | 木曜 0:55 - 1:45（水曜深夜） | 遅れネット |
| 熊本県         | 熊本放送（RKK）       | TBS系列        | 2024年1月9日  | 火曜 23:56 - 0:50            | 遅れネット |

三重テレビ・奈良テレビ・サンテレビを除く東海・近畿地方の独立局で同時に放送しているが、あくまで番販ネットのため、自主編成で臨時非ネットにする可能性がある。なお、テレビ東京での放送終了後1週間、TVerで無料配信されている。
不定期放送
- テレビ岩手（TVI・日本テレビ系列）
- ミヤギテレビ（MMT・日本テレビ系列）
- テレビ山口（tys・TBS系列）
- 大分放送（OBS・TBS系列）

過去のネット局
- 岐阜放送（GBS・独立局） - 2023年10月3日から火曜 23:06 - 23:55に同時ネットで放送されていたが、2024年3月26日をもって放送打ち切り。